# Kreis Nyírbátor
Der Kreis Nyírbátor (ungarisch Nyírbátori járás) ist ein Kreis im Süden des nordostungarischen Komitats Szabolcs-Szatmár-Bereg. Er grenzt im Westen an den Kreis Nagykálló, im Norden an den Kreis Baktalórántháza sowie im Nordosten und Osten an den Kreis Mátészalka. Im Südosten bilden vier Gemeinden die Staatsgrenze zu Rumänien.

## Geschichte
Der Kreis ging zur ungarischen Verwaltungsreform Anfang 2013 unverändert mit allen 20 Gemeinden aus seinem Vorgänger, dem gleichnamigen Kleingebiet (ungarisch Nyírbátori kistérség) hervor.

## Gemeindeübersicht
Der Kreis Nyírbátor hat eine durchschnittliche Gemeindegröße von 2.167 Einwohnern auf einer Fläche von 34,80 Quadratkilometern. Die Bevölkerungsdichte des drittbevölkerungsreichsten Kreises liegt unter dem Komitatswert. Der Verwaltungssitz befindet sich in der größten Stadt, Nyírbátor, im Zentrum des Kreises gelegen.
| Gemeinde        | Status       | Herkunft Kleingebiet | Einwohnerzahl | Einwohnerzahl | Einwohnerzahl | Fläche (km²) | Bevölkerungs- dichte (Ew./km²) |
| Gemeinde        | Status       | Herkunft Kleingebiet | 01.10.2011    | 01.01.2013    | 01.01.2016    | 01.01.2016   | Bevölkerungs- dichte (Ew./km²) |
| --------------- | ------------ | -------------------- | ------------- | ------------- | ------------- | ------------ | ------------------------------ |
| Bátorliget *    | Gemeinde     | Nyírbátor            | 662           | 691           | 719           | 33,30        | 21,6                           |
| Encsencs        | Gemeinde     | Nyírbátor            | 1.934         | 1.977         | 1.942         | 31,90        | 60,9                           |
| Kisléta         | Gemeinde     | Nyírbátor            | 1.849         | 1.864         | 1.890         | 22,00        | 85,9                           |
| Máriapócs       | Stadt        | Nyírbátor            | 2.085         | 2.155         | 2.136         | 22,09        | 96,7                           |
| Nyírbátor       | Stadt        | Nyírbátor            | 12.719        | 12.399        | 12.146        | 66,73        | 182,0                          |
| Nyírbéltek      | Großgemeinde | Nyírbátor            | 2.947         | 2.990         | 2.891         | 62,19        | 46,5                           |
| Nyírbogát       | Großgemeinde | Nyírbátor            | 3.098         | 3.143         | 3.059         | 55,36        | 55,3                           |
| Nyírcsászári    | Gemeinde     | Nyírbátor            | 1.136         | 1.197         | 1.192         | 13,24        | 90,0                           |
| Nyírderzs       | Gemeinde     | Nyírbátor            | 624           | 651           | 667           | 17,01        | 39,2                           |
| Nyírgelse       | Gemeinde     | Nyírbátor            | 1.113         | 1.159         | 1.110         | 27,62        | 40,2                           |
| Nyírgyulaj      | Gemeinde     | Nyírbátor            | 2.003         | 2.045         | 2.059         | 35,75        | 57,6                           |
| Nyírlugos       | Stadt        | Nyírbátor            | 2.789         | 2.824         | 2.683         | 58,39        | 45,9                           |
| Nyírmihálydi    | Gemeinde     | Nyírbátor            | 2.142         | 2.201         | 2.267         | 25,48        | 89,0                           |
| Nyírpilis       | Gemeinde     | Nyírbátor            | 812           | 798           | 887           | 16,34        | 54,3                           |
| Nyírvasvári     | Gemeinde     | Nyírbátor            | 1.884         | 1.972         | 1.980         | 28,42        | 69,7                           |
| Ömböly *        | Gemeinde     | Nyírbátor            | 378           | 411           | 462           | 30,36        | 15,2                           |
| Penészlek *     | Gemeinde     | Nyírbátor            | 874           | 978           | 1.024         | 36,92        | 27,7                           |
| Piricse         | Gemeinde     | Nyírbátor            | 1.777         | 1.810         | 1.871         | 36,99        | 50,6                           |
| Pócspetri       | Gemeinde     | Nyírbátor            | 1.616         | 1.681         | 1.685         | 26,37        | 63,9                           |
| Terem *         | Gemeinde     | Nyírbátor            | 598           | 611           | 671           | 49,52        | 13,6                           |
| Kreis Nyírbátor |              |                      | 43.040        | 43.557        | 43.341        | 695,98       | 62,3                           |

* Grenzgemeinde zu Rumänien